# Sage (entreprise)
Pour les articles homonymes, voir Sage (homonymie).
The Sage Group est une société multinationale éditrice de logiciels dont le siège social se situe à Newcastle.
En 2010, Sage est le troisième éditeur européen de progiciel de gestion intégré (PGI ou ERP en anglais), derrière l'allemand SAP et le français Dassault Systèmes et devant les Allemands Software AG et DATEV. Forrester donne le même classement dans son étude The State of ERP in 2011 publiée en mai 2011. Cette étude propose le classement des éditeurs d’ERP par chiffre d’affaires sur leurs solutions ERP. Sage est présent dans 24 pays et ses solutions sont distribuées au sein de 160 pays.
Sage est coté à la bourse de Londres au sein de l'indice FTSE 100[réf. à confirmer].

## Historique

### De 1981 à 2000
La société Sage a été fondée par David Goldman, Paul Muller et Graham Wylie en 1981 à Newcastle [réf. à confirmer]. Étudiant à l'université de Newcastle, Graham Wylie réalise un stage d'été au sein d'une entreprise dont le but est de développer un logiciel d'aide à la comptabilité pour les petites entreprises. Dans le cadre de ce stage, il développe pour l'entreprise d'impression de David Goldman un logiciel comptable d'émission de devis.
En 1981, David Goldman embauche Graham Wylie et l'universitaire Paul Muller pour créer l'entreprise Sage à Newcastle upon Tyne. L'entreprise commence par la vente de ses solutions comptables aux imprimeurs locaux, puis étend son activité à toutes les entreprises, indépendamment du secteur d'activité. La vente de ses solutions se fait principalement au travers d'un réseau de revendeurs.
En 1984, l'entreprise met sur le marché Sage Software, une solution pour Amstrad PCW. Cette année-là, les ventes des solutions Sage décuplent, passant de 30 ventes par jour à 300.
L'entreprise est introduite à la bourse de Londres en 1989.
En 1991, Sage s'implante aux États-Unis au travers de l'acquisition de DacEasy . Le développement international se poursuit en 1992 avec le rachat de Ciel qui ouvre à Sage le marché français.
En 1994, Paul Walker est nommé directeur général de Sage Group. Cette même année, Sage intègre Saari SA, en France.
En 1995, Sage intègre Sybel Informatique SA en France. En 1997, Sage s'implante en Allemagne avec le rachat de KHK.
En 1998, la division « experts-comptables » est créée. En 1999, Sage fait son entrée au sein de l'indice FTSE 100[réf. à confirmer] et fait l'acquisition de Tetra et de Sesam pour s'implanter en Suisse et au Portugal.

### De 2000 à 2010
En 2000, les actions Sage ont été nommées « actions aux meilleures performances des années 1990 »[réf. à confirmer] par la presse financière britannique.
En 2002, le groupe gagne le prix National Business où il est désigné « entreprise de l'année ». La même année, Sage sponsorise pour une valeur de  6 millions de livres sterling la construction du Sage Gateshead[réf. à confirmer] espace consacré à la musique à Gateshead. Il s'agit alors du plus important sponsor privé consacré à la culture et aux arts au Royaume-Uni.
En 2003, les actions Sage deviennent les dernières actions technologiques présentes au sein de l'indice FTSE 100. La même année, Graham Wylie, âgé de 43 ans, se retire de Sage. Toujours en 2003, l'entreprise s'implante en Espagne et en Afrique du Sud avec les rachats de Grupo SP et de Softline.
En 2005, Sage s'implante en Europe centrale, et plus particulièrement en Pologne avec le rachat de Symfonia.
En 2006, Sage devient, avec le rachat d’Emdeon Healthcare, un des leaders d’Amérique du Nord des progiciels à destination des médecins. Cette même année, Sage s’implante sur le marché chinois.
En 2007 et 2008, Sage intègre les éditeurs Français Xperts, KDP et XRT.

### De 2010 à aujourd'hui
Le 19 avril 2010, Sage annonce que Paul Walker souhaite se retirer du poste de directeur général du groupe, qu’il occupe depuis 16 ans. Le 16 juillet 2010, Sage Group annonce la nomination de Guy Berruyer, précédemment directeur exécutif de Sage Europe Continentale et Asie, au poste de directeur général en remplacement de Paul Walker. Guy Berruyer prend ses fonctions le 1er décembre 2010. En 2011,Sage annonce plus de 6,3 millions de clients dans le monde.
En 2012, Sage s’implante au Brésil avec le rachat de Folhamatic, EBS et Cenize.
En novembre 2014, Guy Berruyer prend sa retraite et est remplacé à la tête du groupe par le Britannique Stephen Kelly.
En juillet 2017, Sage annonce l'achat d'Intacct pour 850 millions de dollars. En novembre 2019, Sage annonce la vente de sa filiale de paiement Sage Pay pour 232 millions de livres, à Elavon une filiale de U.S. Bancorp.
En décembre 2021, Sage annonce l'acquisition d'une participation de 83 % qu'il ne détenait pas dans Brightpearl pour 299 millions de dollars.

## Sage France
La filiale française est en activité depuis janvier 1978. C'est une des plus importantes entreprises du secteur. Son siège est à La Garenne Colombes.
|                                        | 2016 | 2017   | 2018   | 2019 |
| -------------------------------------- | ---- | ------ | ------ | ---- |
| Chiffre d'affaires en millions d'euros | nc   | 305,3  | 337,6  |      |
| Résultat en millions d'euros           | nc   | + 54,6 | + 75,6 |      |
| Effectif moyen annuel                  | nc   | 1 547  | 1 761  |      |

## Résultats
|                    | 2016/2017 | 2017/2018 | 2018/2019 |
| ------------------ | --------- | --------- | --------- |
| Chiffre d'affaires | 1 696     | 1 725     | 1 822     |
| Résultat Net       | 475       | 496       | 432       |